# 施普雷勒巴赫河

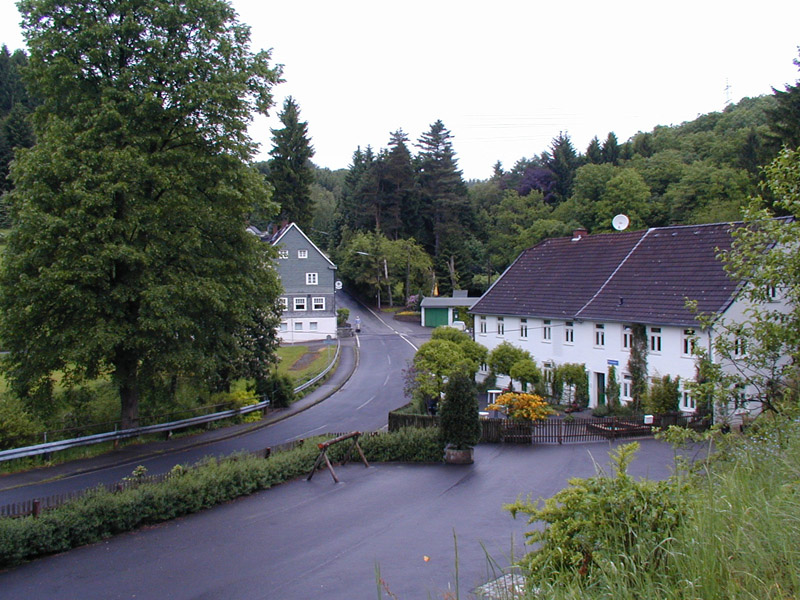

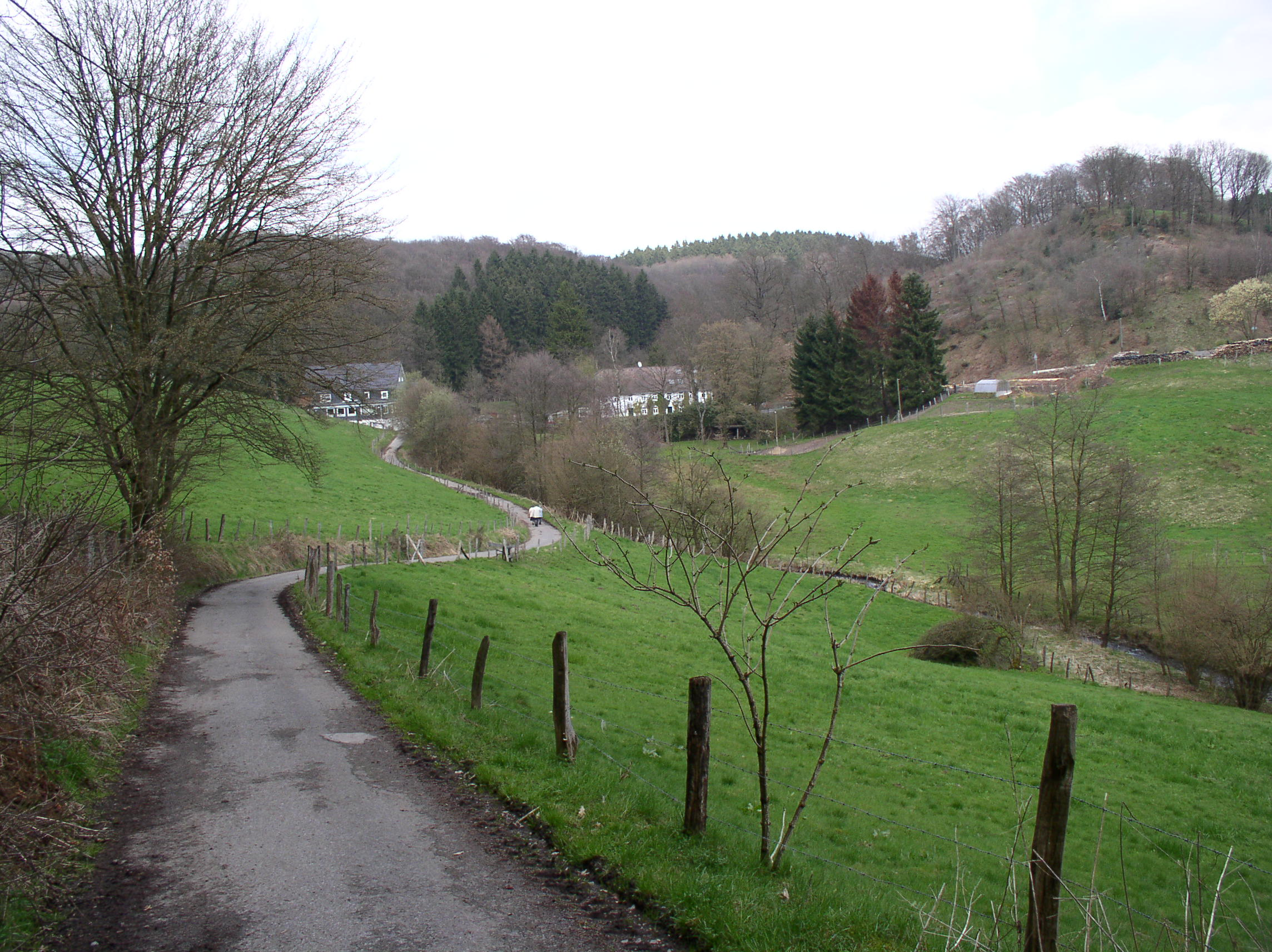

51°14′23″N 7°18′24″E / 51.23972°N 7.30667°E
施普雷勒巴赫河（德語：Spreeler Bach），是德國的河流，位於該國西部，流經北萊茵-威斯特法倫州，屬於伍珀河的右支流，河道全長4.1公里，流域面積6.6平方公里。